# Галон
Галон (на английски: gallon) е британска имперска единица за измерване на обем на течности, а в редки случаи и на твърди тела. В миналото тя е варирала в широки граници (от 3 до 5 литра). Галонът бива:
- имперски (обикновен английски) галон (imperial gallon), равен точно на 4,546 09 литра (прибл. 4,5 литра);
- американски галон за течности (liquid U.S. gallon), равен на 3,785 411 784 литра (прибл. 3,8 литра).[2]

Терминът произлиза непосредствено от galun, galon в старонорманския френски език.